# Omec (Izrael)
Omec (hebrejsky אֹמֶץ, doslova „Odvaha“, v oficiálním přepisu do angličtiny Omez, přepisováno též Ometz) je vesnice typu mošav v Izraeli, v Centrálním distriktu, v Oblastní radě Emek Chefer.

## Geografie
Leží v nadmořské výšce 34 metrů v hustě osídlené a zemědělsky intenzivně využívané pobřežní nížině respektive v Šaronské planině, nedaleko od kopcovitých oblastí podél Zelené linie oddělující vlastní Izrael v mezinárodně uznávaných hranicích od okupovaného Západního břehu Jordánu. Jižně od vesnice prochází vádí Nachal Omec. Jihovýchodně od obce leží umělá vodní nádrž Ma'agar ha-Mizrachi.
Obec se nachází 12 kilometrů od břehu Středozemního moře, cca 38 kilometrů severovýchodně od centra Tel Avivu, cca 48 kilometrů jižně od centra Haify a 10 kilometrů jihovýchodně od města Chadera. Omec obývají Židé, přičemž osídlení v tomto regionu je etnicky smíšené. Na východ a jihovýchod od mošavu začíná téměř souvislý pás měst a vesnic obývaných izraelskými Araby - takzvaný Trojúhelník (nejblíže je to město Zemer 3 kilometry odtud). Západním směrem v pobřežní nížině je osídlení ryze židovské.
Omec je na dopravní síť napojen pomocí místní silnice číslo 5803. Východně od mošavu probíhá také dálnice číslo 6 (Transizraelská dálnice).

## Dějiny
Omec byl založen v roce 1949. Zakladateli vesnice byli bývalí židovští vojáci, kteří se účastnili války za nezávislost a rozhodli se pro zřízení vlastní zemědělské vesnice. Šlo zejména Židy původem z Rumunska a Maďarska.
Osadníci se nastěhovali do prostoru vysídlené arabské vesnice Kakun (někdy též Tel Kakun). Křižácké prameny ji ve středověku nazývaly Quaquo. Ve vesnici se nacházela chlapecká základní škola, mešita a zbytky křižácké i mamlúcké architektury. V roce 1931 v ní žilo 1367 lidí v 260 domech. V červnu 1948 během války za nezávislost byl Kakun ovládnut izraelskými silami a arabské osídlení tu skončilo. Většina zástavby arabské vesnice pak byla zbořena, s výjimkou bývalé školy. Židovští zakladatelé mošavu Omec nejprve pobývali přímo v opuštěných domech arabské vesnice, teprve později došlo k výstavbě nových obydlí.
Jméno mošavu je odvozeno od biblického citátu „kdo má čisté ruce, bude ještě odvážnější“, z Knihy Jób 17,9 Zároveň jde o akronym organizace veteránů (ארגון משוחררי צה"ל) Irgun Mešuchrarej Cahal - odkaz na zakladatele vesnice: demobilizované vojáky izraelské armády.
Místní ekonomika je založena na zemědělství, ale většina obyvatel již pracuje v jiných oborech, mimo obec. Vesnice má pod svou správou území cca 2800 dunamů (2,8 kilometru čtverního) a sestává z 62 rodinných hospodářství. V roce 1992 došlo k stavební expanzi o cca 40 domů obývaných již rezidenty bez vazby na zemědělství. Další rozšíření vesnice začalo roku 2002 a šlo o cca 32 stavebních pozemků. V plánu je výstavba dalších 36 domů.
Ve vesnici funguje zařízení předškolní péče o děti, plavecký bazén, synagoga, knihovna, obchod a sportovní areály.

## Demografie
Podle údajů z roku 2014 tvořili naprostou většinu obyvatel v Omec Židé (včetně statistické kategorie "ostatní", která zahrnuje nearabské obyvatele židovského původu ale bez formální příslušnosti k židovskému náboženství).
Jde o menší sídlo vesnického typu s dlouhodobě rostoucí populací. K 31. prosinci 2014 zde žilo 757 lidí. Během roku 2014 populace stoupla o 0,3 %.
| Rok            | 1961 | 1972 | 1983 | 1995 | 2001 | 2003 | 2004 | 2005 | 2006 | 2007 | 2008 | 2009 | 2010 | 2011 | 2012 | 2013 | 2014 |
| -------------- | ---- | ---- | ---- | ---- | ---- | ---- | ---- | ---- | ---- | ---- | ---- | ---- | ---- | ---- | ---- | ---- | ---- |
| Počet obyvatel | 271  | 194  | 229  | 327  | 388  | 400  | 403  | 423  | 452  | 484  | 481  | 630  | 667  | 714  | 762  | 755  | 757  |